# Dūstak
Dūstak (persiska: دوستک) är en ort i Iran.   Den ligger i provinsen Västazarbaijan, i den nordvästra delen av landet, 600 km väster om huvudstaden Teheran. Dūstak ligger 1 796 meter över havet och antalet invånare är 384.
Terrängen runt Dūstak är kuperad.Runt Dūstak är det ganska tätbefolkat, med 116 invånare per kvadratkilometer. Närmaste större samhälle är Nergī, 16,3 km nordväst om Dūstak. Trakten runt Dūstak består i huvudsak av gräsmarker.